# ZIL 111
ZIL 111 je osobní automobil vyráběný v Sovětském svazu. Byl určený pro nejvyšší vládní představitele a o jeho přidělování osobně rozhodoval nejvyšší sovětský představitel, jímž v době výroby vozidla byl nejprve Nikita Sergejevič Chruščov a po něm Leonid Iljič Brežněv.

## Historie
Vývoj automobilu započal roku 1955 z rozhodnutí tehdejšího nejvyššího sovětského představitele Nikity Sergejeviče Chruščova, jemuž se do té doby užívaný automobil ZIS 110, produkovaný stejnou automobilkou, zdál příliš archaický. Následující rok (1956) na moskevské Výstavě úspěchů národního hospodářství představili konstruktéři prototyp. V průběhu dalších prací se členem vývojářského týmu stal i Lev Jeremějev z konkurenční automobilky GAZ, který pro ni pracoval na automobilech čajka či volha. Dosavadní autor projektu Valentin Rostkov se ale s touto změnou nemohl smířit. Nový konstruktérský tým pak skupoval americká luxusní auta, například Cadillac Fleetwood či Lincoln Cosmopolitan nebo Buick Roadmaster, a při vývoji vlastního vozu se jimi inspiroval.
První automobily ZIL 111 opustily továrnu roku 1957, aby mohly být ověřeny jejich vlastnosti. Vlastní výroba začala na přelomu let 1958 a 1959. Průměrná roční výroba činila dvanáct automobilů. Vzhledem k tomu, že vývoj automobilového designu se na přelomu padesátých a šedesátých let živě měnil, reagovali na změny i návrháři nejluxusnějšího sovětského automobilu. Roku 1961 rozhodli nejvyšší představitelé země o modernizaci vozu a následující rok (1962) bylo vozidlo představeno. Vůči svému předchůdci měl hranatější karoserii a vpředu měl na masce chladiče namísto původních dvou nově čtyři světlomety. Podle konstruktérů to zajistí, že v případě krizové situace ostřelování vozidla roste šance, že alespoň jeden ze světlometů zůstane ušetřen a řidič automobilu tak bude moci lépe z místa nebezpečí ujet.
Po celou dobu produkce vozidla ZIL 111 jich úhrnem vzniklo 112 kusů. Po úspěšném návratu z vesmíru (roku 1961) v něm po Sovětském svazu absolvoval triumfální turné Jurij Gagarin, při své návštěvě automobilky jej od Chruščova osobně dostal také kubánský vůdce Fidel Castro, roku 1960 jej k narozeninám dostal darem československý prezident Antonín Novotný a disponoval jím i papež Jan Pavel II. Prvním sovětským představitelem, který opustil vozidla značky ZIL, byl Boris Jelcin, který, coby prezident Ruska, zvolil v devadesátých letech 20. století vůz Mercedes-Benz S600 Pullman. Roku 1967 uvedla automobilka ZIL na trh nový typ limuzíny, ZIL 114.

## Konstrukční varianty

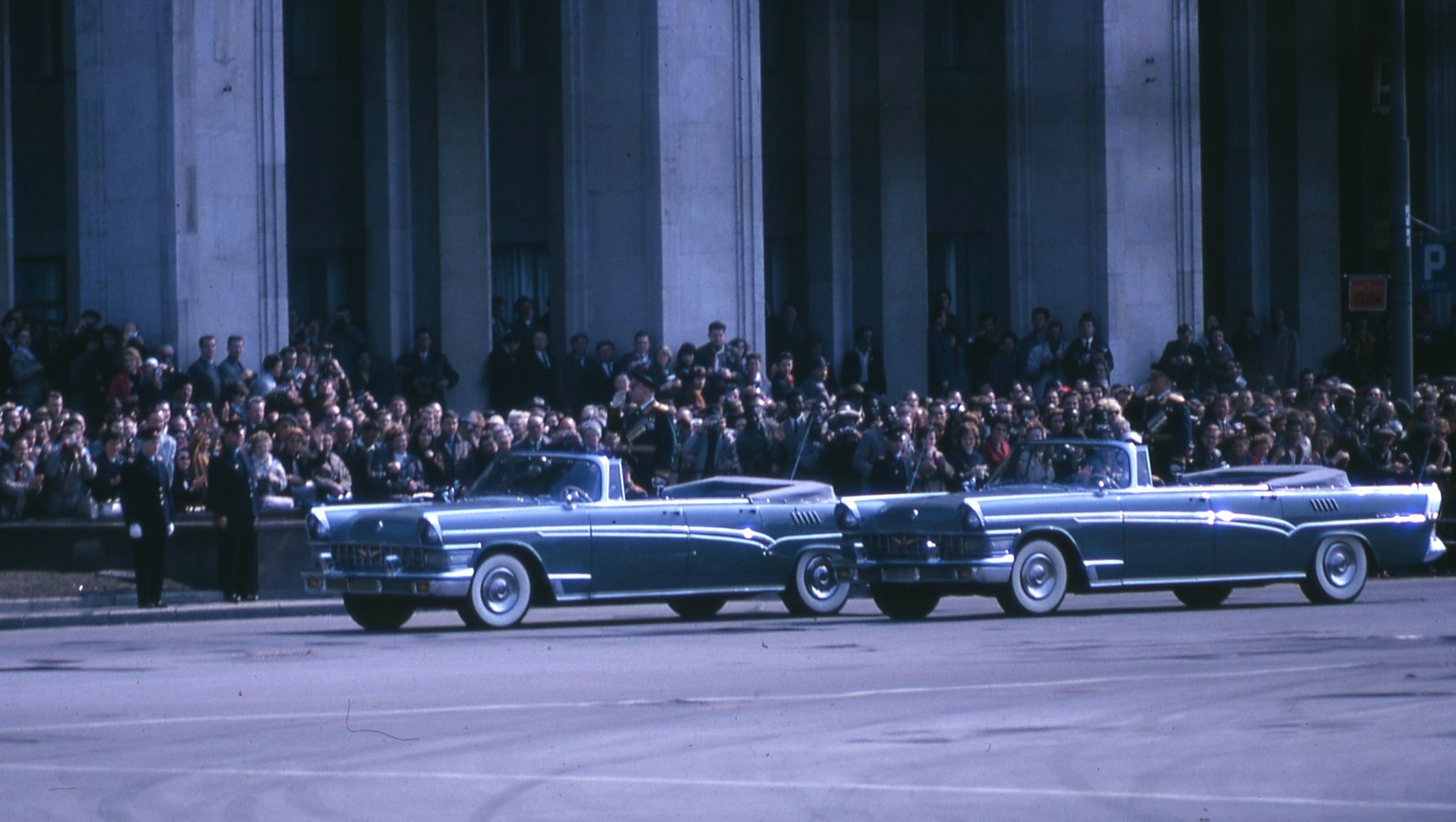
Faetony ZIL 111 V na prvomájové přehlídce v Moskvě, 1964

Vozidlo se vyrábělo v následujících konstrukčních variantách:
- prvotní produkce:[3]
  - ZIL 111 A – limuzína
  - ZIL 111 V – kabriolet odvozený od modelu ZIL 111 A (v jedné z nich absolvoval Jurij Gagarin své turné)
- po modernizaci na počátku šedesátých let 20. století:[4]
  - ZIL 111 G – limuzína (jednu vlastnil rovněž Antonín Novotný)
  - ZIL 111 D – kabriolet odvozený od modelu ZIL 111 G (jeden z nich dostal darem Fidel Castro)

## Popis
Automobil má samonosnou sedmimístnou ocelovou karoserii. Na délku měří 6140 milimetrů, na šířku 2040 milimetrů a jeho výška činí 1640 milimetrů, přičemž světlá výška je 210 milimetrů. Rozvor náprav dosahuje hodnoty 3760 milimetrů. Pohání ho čtyřtaktní benzinový vidlicový osmiválcový motor o objemu válců 5980 kubických centimetrů a výkonu 200 koní při 4200 otáčkách za minutu. Maximální rychlosti dosahuje automobil 170 kilometrů v hodině. Díky tomu neměl ve své době na sovětských silnicích v tomto kritériu konkurenci. Při rychlosti na úrovni 60 kilometrů v hodině činí spotřeba jeho motoru 19 litrů paliva na 100 kilometrů jízdy. Palivové nádrže jsou navrženy na maximální obsah 80 litrů. Pohotovostní hmotnost vozidla činí 2680 kilogramů a celková přípustná hmotnost je na úrovni 3340 kilogramů.
V interiéru měl vůz sedadla čalouněna nejjemnějšími kůžemi, navíc dvě ze sedadel je možné rozložit. Auto má dále elektricky stahovatelná okénka a mezi řidičem se nachází jedno sklo, které ho odděluje od převážených pasažérů. K výbavě ZIL 111 patří posilovač řízení, elektronkový radiopřijímač a elektricky výsuvná anténa.